# Basel Sinfonietta
A Basel Sinfonietta é uma orquestra da Suíça. Fundada em 1980, está baseada na cidade de Basileia.